# Procryptocerus victoris
Procryptocerus victoris är en myrart som beskrevs av Kempf 1960. Procryptocerus victoris ingår i släktet Procryptocerus och familjen myror. Inga underarter finns listade i Catalogue of Life.